# A Storm in Heaven
 A Storm in Heaven  — дебютний альбом британського гурту The Verve, випущений влітку 1993 року у Великій Британії.

## Треклист
1. «Star Sail» — 3:59
2. «Slide Away» — 4:03
3. «Already There» — 5:38
4. «Beautiful Mind» — 5:27
5. «The Sun, The Sea» — 5:16
6. «Virtual World» — 6:20
7. «Make It Till Monday» — 3:05
8. «Blue» — 3:24
9. «Butterfly» — 6:39
10. «See You in the Next One (Have a Good Time)» — 3:07

## Над альбомом працювали
- Річард Ешкрофт — вокал, бас, гітара, перкусія
- Нік МакКейб — гітара, Фортепіано, акордіон, клавішні
- Саймон Джонс — бас, бек-вокал
- Пітер Селсбері — барабани, перкусія
- Simon Clarke — флейта, аранжування духових
- The Kick Horns — труба, саксофон
- Yvette Lacey — флейта
- Roddy Lorimer — аранжування духових

## Чарти

### Тижневі чарти
| Чарт (1993)                        | Найвища позиція |
| ---------------------------------- | --------------- |
| Australian Albums (ARIA)           | 184             |
| Велика Британія UK Albums (OCC)    | 27              |
| UK Independent Albums (Music Week) | 1               |

## Сертифікації
| Регіон                                       | Сертифікація | Продажі  |
| -------------------------------------------- | ------------ | -------- |
| Велика Британія (BPI)                        | Золотий      | 100 000* |
| *продажі, що базуються лише на сертифікаціях |              |          |